# فيضانات ماليزيا 2020-21
فيضانات ماليزيا 2020-21 هو حدث عندما غمرت المياه عدة ولايات في ماليزيا في أواخر عام 2020 وأوائل عام 2021. تسببت الفيضانات في إجلاء عشرات الآلاف من الأشخاص إلى مراكز الإجلاء. كما أودت الفيضانات بحياة عدة أشخاص ، مما تسبب في انقطاع جميع أنواع النقل البري تقريبًا في المناطق المتضررة من الفيضانات.

## سبب الفيضان
تسببت الرياح الموسمية الشمالية الشرقية التي ضربت بحر الصين الجنوبي عبر شبه جزيرة ماليزيا، في هطول أمطار غزيرة لعدة أيام متتالية. كما ضربت الأمطار الغزيرة تايلاند، وتسببت أيضًا في فيضانات شديدة هناك.

## التلفيات
أثرت الفيضانات الكبيرة على النقل البري في الولايات المتضررة. كان هناك انهيار أرضي في بوكيت فريزر وباهانج. الطرق السريعة للساحل الشرقي مغلقة من أي مركبة تبدأ من الكرك إلى لانشانغ. كما تم إغلاق الطرق الفيدرالية والولايات.

## الإصابات
في كيلانتان قتل رجل في هذا الفيضان في كامبونج تاسيك جونج كالا، وباسير بوتيه. من ناحية أخرى سجل باهانج مقتل طفلين بعد أن جرفتهما التيارات القوية لسونغاي بوا، وباهانج. كانت هناك ضحيتان بسبب الفيضانات، أحدهما امرأة وشاب في جوهور.